# Lista monumentelor istorice din județul Sibiu - R

Simbol pentru monumentele istorice

Lista monumentelor istorice din județul Sibiu - R cuprinde monumentele istorice înscrise în Patrimoniul cultural național al României și aflate în localități ce încep cu litera R din județul Sibiu.
Lista completă este menținută și actualizată periodic de către Ministerul Culturii, Cultelor și Patrimoniului Național din România, prin intermediul Institutului Național al Patrimoniului, ultima versiune datând din 2015. Această listă cuprinde și actualizările ulterioare, realizate prin ordin al ministrului culturii.
| Cod LMI                                | Denumire                                                                    | Localitate                     | Localizare | Datare, Creatori                         | Imagine               | Erori             |
| -------------------------------------- | --------------------------------------------------------------------------- | ------------------------------ | --- | ---------------------------------------- | --------------------- | ----------------- |
| SB-I-s-B-11986 (RAN: 143539.01)        | Fortificația medievală de la Rășinari                                       | sat Rășinari; comuna Rășinari  | Dealul dintre Rășinari și Poplaca | sec. XIII-XIV                            | Încarcă foto \| video | Raportează eroare |
| SB-I-s-B-11987 (RAN: 145417.01)        | Așezare rurală                                                              | sat Roșia; comuna Roșia        | Intravilan | sec. II - III p. Chr.                    | Încarcă foto \| video | Raportează eroare |
| SB-I-s-B-11988 (RAN: 145818.01)        | Așezarea romană de la Rusciori                                              | sat Rusciori; comuna Șura Mică | la 2 km V de sat, pe un platou al versantului Secașelor | sec. II - III p. Chr.                    | Încarcă foto \| video | Raportează eroare |
| SB-I-m-B-11989                         | Așezarea romană de la Ruși                                                  | sat Ruși; comuna Slimnic       | „Sub Mesteacăn”, pe dealul omonim de la V de sat | sec. II - III p. Chr.                    | Încarcă foto \| video | Raportează eroare |
| SB-II-a-B-12510                        | Ansamblul rural „Centrul localității”                                       | sat Rășinari; comuna Rășinari  | Centrul localității și piața bisericii „Sf. Paraschiva” | sec. XVIII - XIX                         | Alte imagini          | Raportează eroare |
| SB-II-m-B-12511                        | Casa Ilarie Mitrea                                                          | sat Rășinari; comuna Rășinari  | 734 | sec. XIX                                 | Încarcă foto \| video | Raportează eroare |
| SB-II-m-B-12514 (RAN: 143539.02)       | Casa Dancășiu                                                               | sat Rășinari; comuna Rășinari  | 844 | 1784                                     | Încarcă foto \| video | Raportează eroare |
| SB-II-m-B-12515                        | Casă și poartă                                                              | sat Rășinari; comuna Rășinari  | 849 | 1835 (casa), 1868 (poarta)               | Încarcă foto \| video | Raportează eroare |
| SB-II-m-B-12509                        | Școala veche                                                                | sat Rășinari; comuna Rășinari  | 1512 45.70302°N 24.06804°E | 1836, transf. 1864, 1904, 1957           |                       | Raportează eroare |
| SB-II-a-B-12517                        | Ansamblul Conacului Barcianu                                                | sat Rășinari; comuna Rășinari  | Str. Barcianu Daniel 248 | sec. XIX                                 | Alte imagini          | Raportează eroare |
| SB-II-m-B-12517.01                     | Conacul Barcianu                                                            | sat Rășinari; comuna Rășinari  | Str. Barcianu Daniel 248 | sec. XIX                                 |                       | Raportează eroare |
| SB-II-m-B-12517.02                     | Zid de incintă                                                              | sat Rășinari; comuna Rășinari  | Str. Barcianu Daniel 248 | sec. XIX                                 |                       | Raportează eroare |
| SB-II-m-A-12518 (RAN: 143539.04)       | Biserica „Cuvioasa Paraschiva”                                              | sat Rășinari; comuna Rășinari  | Str. Bisericii 1098 45.70262°N 24.06781°E | 1725 - 1758                              | Alte imagini          | Raportează eroare |
| SB-II-m-B-12508                        | Casa Episcopilor - Parohia Ortodoxă Rășinari                                | sat Rășinari; comuna Rășinari  | Str. Episcopilor 1486 45.70413°N 24.06728°E | sec. XVIII                               |                       | Raportează eroare |
| SB-II-m-B-20321                        | Casă de lemn                                                                | sat Rășinari; comuna Rășinari  | Str. Sibiului 786 | 1835                                     |                       | Raportează eroare |
| SB-II-m-B-20322                        | Șură                                                                        | sat Rășinari; comuna Rășinari  | Str. Sibiului 786 | 1835                                     | Încarcă foto \| video | Raportează eroare |
| SB-II-m-B-12513                        | Casă de lemn                                                                | sat Rășinari; comuna Rășinari  | Str. Șaguna Andrei 817 | 1832                                     | Încarcă foto \| video | Raportează eroare |
| SB-II-m-B-12519                        | Biserica evanghelică                                                        | sat Retiș; comuna Brădeni      | 45 | 1599,1694, 1835 (turn)                   | Alte imagini          | Raportează eroare |
| SB-II-m-B-12520                        | Biserica „Sf. Nicolae”                                                      | sat Retiș; comuna Brădeni      | Str. Dealului 134 | 1811 - 1823                              | Alte imagini          | Raportează eroare |
| SB-II-a-B-12521                        | Ansamblul rural „Centrul istoric”                                           | sat Richiș; comuna Biertan     | La N: drumul spre Biertan ambele laturi până la nr. 41 și 80; La E: drum secundar ambele laturi până la nr. 87 și 91; La SSE: drum secundar pe lângă biserica fortificată ambele laturi până la nr. 163 și 191; La S, drumul spre DJ Mediaș-Bârghiș ambele laturi până la: drum secundar până la nr. 301 și 376; La SSV, drum secundar ambele laturi până la nr. 91 și 87 | sec. XVIII - XIX                         |                       | Raportează eroare |
| SB-II-a-A-12522                        | Ansamblul bisericii evanghelice fortificate                                 | sat Richiș; comuna Biertan     | 1-2 46.09777°N 24.48166°E | a doua jum. a sec. XIV - sec. XVIII      | Alte imagini          | Raportează eroare |
| SB-II-m-A-12522.01                     | Biserica evanghelică                                                        | sat Richiș; comuna Biertan     | 1-2 | a doua jum. a sec. XIV - sec. XVI        |                       | Raportează eroare |
| SB-II-m-A-12522.02                     | Incintă fortificată (fragment), cu turn și turn de poartă (turn-clopotniță) | sat Richiș; comuna Biertan     | 1-2 | 1500 - 1525                              |                       | Raportează eroare |
| SB-II-m-A-12522.03                     | Casa parohială evanghelică                                                  | sat Richiș; comuna Biertan     | 1-2 | sec. XVI, sec. XVIII                     | Încarcă foto \| video | Raportează eroare |
| SB-II-a-B-12523                        | Ansamblul bisericii evanghelice                                             | sat Roandola; comuna Laslea    | 52 46.1625°N 24.61361°E | sec. XV - XVIII                          | Alte imagini          | Raportează eroare |
| SB-II-m-B-12523.01                     | Biserica evanghelică                                                        | sat Roandola; comuna Laslea    | 52 | sec. XV                                  |                       | Raportează eroare |
| SB-II-m-B-12523.02                     | Turn-clopotniță                                                             | sat Roandola; comuna Laslea    | 52 | 1792                                     |                       | Raportează eroare |
| SB-II-m-B-12524                        | Casă                                                                        | sat Rod; comuna Tilișca        | 30 | 1872                                     | Încarcă foto \| video | Raportează eroare |
| SB-II-m-B-20323                        | Casă de lemn                                                                | sat Rod; comuna Tilișca        | 287 | 1825                                     | Încarcă foto \| video | Raportează eroare |
| SB-II-m-B-12525                        | Casă                                                                        | sat Rod; comuna Tilișca        | 387 | sec. XIX                                 | Încarcă foto \| video | Raportează eroare |
| SB-II-m-B-20923.46                     | Linie ferată îngustă                                                        | sat Roșia; comuna Roșia        | Între km 82+801-85+682 | 1898 - 1910                              | Încarcă foto \| video | Raportează eroare |
| SB-II-m-B-20923.47                     | Podeț de beton cu parapet de protecție 5,5 m                                | sat Roșia; comuna Roșia        | La km 82+980 | 1898 - 1910                              | Încarcă foto \| video | Raportează eroare |
| SB-II-m-B-20923.72                     | Linie ferată îngustă-ramificație (Linia Vânătorilor)                        | sat Roșia; comuna Roșia        | Între km 0+890-8+620 | 1898 - 1910                              | Încarcă foto \| video | Raportează eroare |
| SB-II-m-B-20923.73                     | Halta Roșia                                                                 | sat Roșia; comuna Roșia        | La km 4+ 163 | 1898 - 1910                              | Încarcă foto \| video | Raportează eroare |
| SB-II-a-A-12526 (RAN: 145417.02)       | Ansamblul bisericii evanghelice                                             | sat Roșia; comuna Roșia        | 245 45.81694°N 24.31444°E | sec. XIII-XV                             | Alte imagini          | Raportează eroare |
| SB-II-m-A-12526.01 (RAN: 145417.02.01) | Biserica evanghelică                                                        | sat Roșia; comuna Roșia        | 245 45.81694°N 24.31444°E | înc. sec. XIII, transf. sec. XIV - XVIII |                       | Raportează eroare |
| SB-II-m-A-12526.02 (RAN: 145417.02.02) | Zid de incintă (fragmente)                                                  | sat Roșia; comuna Roșia        | 245 | sec. XV                                  |                       | Raportează eroare |
| SB-II-m-A-12526.03                     | Turn-clopotniță                                                             | sat Roșia; comuna Roșia        | 245 | sec. XV                                  |                       | Raportează eroare |
| SB-II-m-B-21006                        | Casa parohială                                                              | sat Roșia; comuna Roșia        | 247 |                                          | Încarcă foto \| video | Raportează eroare |
| SB-II-m-B-20923.06                     | Halta Ruja                                                                  | sat Ruja; oraș Agnita          | La km 43+300 | 1898 - 1910                              | Încarcă foto \| video | Raportează eroare |
| SB-II-a-A-12527                        | Ansamblul bisericii evanghelice fortificate                                 | sat Ruja; oraș Agnita          | 259 | sec. XIII-XVI                            |                       | Raportează eroare |
| SB-II-m-A-12527.01 (RAN: 143717.01.01) | Biserica evanghelică fortificată                                            | sat Ruja; oraș Agnita          | 259 | sec. XIII - înc. sec. XV                 |                       | Raportează eroare |
| SB-II-m-A-12527.02 (RAN: 143717.01.02) | Incintă fortificată (fragmente)                                             | sat Ruja; oraș Agnita          | 259 | sec. XVI                                 |                       | Raportează eroare |
| SB-II-m-B-12528 (RAN: 145818.02)       | Biserica evanghelică                                                        | sat Rusciori; comuna Șura Mică | 94 45.8168°N 24.02871°E | sec. XIII-XVI                            |                       | Raportează eroare |
| SB-II-a-B-12529                        | Ansamblul bisericii evanghelice fortificate                                 | sat Ruși; comuna Slimnic       | 44 | sec. XVII - XVIII                        | Alte imagini          | Raportează eroare |
| SB-II-m-B-12529.01 (RAN: 145649.02.02) | Biserica evanghelică                                                        | sat Ruși; comuna Slimnic       | 44 | 1782 - 1783                              |                       | Raportează eroare |
| SB-II-m-B-12529.02 (RAN: 145649.02.05) | Incintă fortificată, cu turn-clopotniță                                     | sat Ruși; comuna Slimnic       | 44 | sec. XVIII,1749                          |                       | Raportează eroare |
| SB-IV-m-B-12628                        | Mormântul mitropolitului Andrei Șaguna                                      | sat Rășinari; comuna Rășinari  | În cimitirul bisericii „sf. Treime” | 1904                                     |                       | Raportează eroare |
| SB-IV-m-B-12630                        | Casa memorială Emil Cioran                                                  | sat Rășinari; comuna Rășinari  | Str. Cioran Emil, Protopop 1092 | sec. XIX                                 | Alte imagini          | Raportează eroare |
| SB-IV-m-B-12629                        | Casa Octavian Goga (2 corpuri)                                              | sat Rășinari; comuna Rășinari  | Str. Eminescu Mihai 880 | înc. sec. XIX                            | Alte imagini          | Raportează eroare |
| SB-IV-m-B-12631                        | Troiță                                                                      | sat Rășinari; comuna Rășinari  | Str. Sibiului, pe malul Ștezii | 1883                                     | Alte imagini          | Raportează eroare |
| SB-IV-m-B-12632                        | Troiță                                                                      | sat Rod; comuna Tilișca        | În dreptul casei cu nr. 272 | 1871                                     | Încarcă foto \| video | Raportează eroare |
| SB-IV-m-B-12633                        | Troiță                                                                      | sat Rod; comuna Tilișca        | În dreptul casei cu nr. 262 | 1877                                     |                       | Raportează eroare |